# Assis Valente
José de Assis Valente (Santo Amaro, 19 de março de 1911 – Rio de Janeiro, 6 de março de 1958) foi um ilustrador e compositor brasileiro, levado ao suicídio por dívidas.
É conhecido por compor diversos sucessos para Carmen Miranda, além da canção "Brasil Pandeiro", que foi recusada por ela, mas tornou-se um imenso sucesso com os Anjos do Inferno e principalmente os Novos Baianos.
Valente é considerado um pioneiro na música popular do Brasil, havendo criado no país as músicas típicas dos festejos juninos (como Cai, Cai, Balão) e natalinos (como Boas Festas), ambas de 1933.

## Biografia
José de Assis Valente nasceu no estado da Bahia, em 19 de março de 1911. Era filho de José de Assis Valente e Maria Esteves Valente. Segundo relatava, fora roubado aos pais, ainda pequeno, sendo depois entregue a uma família santo-amarense que lhe deu educação, ao tempo em que o forçava ao trabalho, algo extenuante.
Quando tinha seis anos, passou por nova mudança, passando a ser criado pelo casal de Alagoinhas Georgina e Manoel Cana Brasil, dentista naquela cidade. Valente realizava trabalhos domésticos a contragosto mas, com a mudança do casal para a capital baiana, logo conseguiu trabalho no Hospital Santa Izabel e, por suas habilidades, acabou sendo contratado pelo médico irmão de seu pai adotivo, que dirigia a Maternidade da Bahia. Ali demonstrou talento e foi matriculado pelos criadores no Liceu de Artes e Ofícios da Bahia, a fim de aprimorar-se no desenho e em escultura, dividindo seu tempo entre o trabalho e o estudo.
Por esta época, foi convidado por um padre para trabalhar num hospital católico na interiorana cidade de Senhor do Bonfim mas, ao declamar versos anticlericais do poeta Guerra Junqueiro numa festa popular, foi demitido. Juntou-se, então, ao Circo Brasileiro, em que declamava versos de grandes poetas e de improviso.

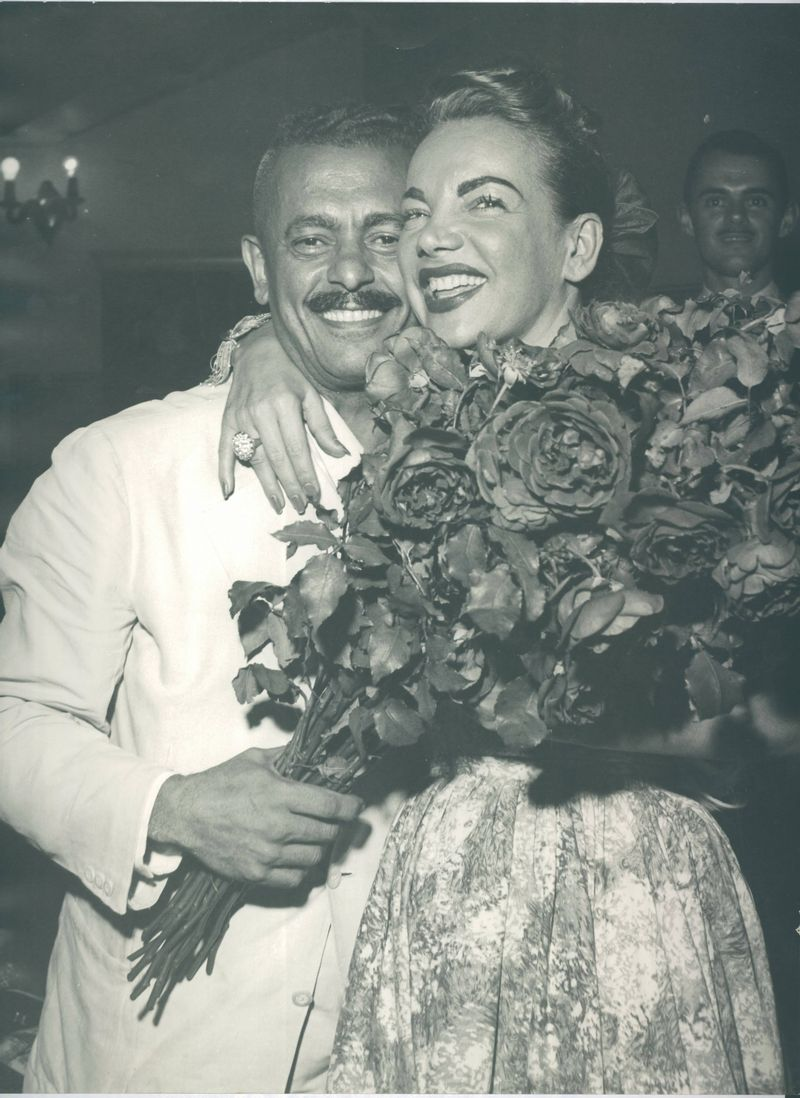
Valente e Carmen Miranda em sua volta ao Brasil em 1954.

Em 1927, mudou-se para o Rio de Janeiro, onde se empregou como protético e conseguiu publicar alguns desenhos em revistas como Shimmy e Fon-Fon.
Na década de 1930, compõe seus primeiros sambas, bastante incentivado por Heitor dos Prazeres. Muitas de suas composições alcançam o sucesso, nas vozes de grandes intérpretes da época, como Carmen Miranda, Orlando Silva, Carlos Galhardo e muitos outros. Sua admiração por Carmen fê-lo até procurar aprender a tocar, pensando que o professor fosse pai adotivo da cantora — o que não procedia. A paixão não impediu que para ela compusesse várias canções, sempre presentes em seus discos.
Em função de uma dívida cobrada por Elvira Pagã, Assis Valente tentou o suicídio pela primeira vez, cortando os pulsos. Elvira cantara alguns de seus sucessos, junto da irmã.
Em 1938, chegou a anunciar que encerraria a carreira de compositor; a revista Carioca, neste ano, declarava em matéria em sua homenagem: "Assis Valente foi sem dúvida alguma uma das maiores revelações do samba nos últimos tempos. Seu nome surgiu num instante. Cresceu rapidamente (...) Foi durante muito tempo o "ás" da música popular. Não subia uma revista à cena que uma, ou mais, de suas músicas não fossem incluídas na peça. Foi um nunca acabar."
Casou-se, em 23 de dezembro de 1939, com Nadyli da Silva Santos. Em 13 de maio de 1941, tentaria o suicídio mais uma vez, saltando do Corcovado — tentativa frustrada por haver a queda sido amortecida pelas árvores. Em 1942, nasce sua única filha, Nara Nadyli, após o que separa-se da esposa.

### O suicídio
Desesperado com as dívidas, Assis Valente vai ao escritório de direitos autorais, na esperança de conseguir dinheiro. Ali só consegue um calmante. Telefona aos empregados, instruindo-os no caso de sua morte, e depois para dois amigos, comunicando sua decisão. Sentando-se num banco de rua, ingere formicida, deixando no bolso um bilhete à polícia, onde pedia ao também compositor e amigo Ary Barroso que lhe pagasse dois aluguéis em atraso. Morria às 18 horas. No bilhete, o último "verso":
"Vou parar de escrever, pois estou chorando de saudade de todos, e de tudo."

## Composição e poética
Seu trabalho foi um dos mais profícuos da música, constando que chegava a compor quase uma canção por dia — muitas delas vendidas a baixos preços para outros, que então figuravam como autores. Seu primeiro sucesso, ainda de 1932, foi "Tem Francesa no Morro", cantando por Aracy Cortes. Foi autor, também, de peças para o teatro de revista, como "Rei Momo na Guerra", de 1943, em parceria com Freire Júnior.
Após sua morte, caiu em esquecimento, para ser finalmente redescoberto nos anos 1960, e seguiu sendo regravado nas vozes de grandes intérpretes da MPB, como Chico Buarque, Maria Bethânia, Novos Baianos, Elis Regina, Adriana Calcanhoto, Ná Ozzetti, Luciano Mello, etc.

### Excertos
Suas canções foram muitas vezes regravadas, mesmo depois de sua morte, atingindo sucessivas gerações, no Brasil. Suas composições trazem um conteúdo poético, que buscam emocionar, algumas com um teor mais reflexivo. Alguns exemplos:
"Já faz tempo que eu pedi
Mas o meu Papai Noel não vem
Com certeza já morreu
Ou então felicidade
É brinquedo que não tem"
(de: "Boas Festas")
"Chegou a hora dessa gente bronzeada mostrar seu valor
Eu fui à Penha e pedi à padroeira para me ajudar
Salve o Morro do Vintém, pendura a saia que eu quero ver
Eu quero ver o Tio Sam tocar pandeiro para o mundo sambar"
(de: "Brasil Pandeiro").

### Musicografia
Sua farta produção foi capaz de popularizar expressões, que eram faladas no Brasil todo, como "Deixa estar, jacaré" – ou durante todos os anos voltar a ser tocadas, como "Cai, Cai, Balão". Seus principais sucessos:
| Composição                    | Parceria                           | Ano  | Estilo | Intérpretes                      |
| ----------------------------- | ---------------------------------- | ---- | ------ | -------------------------------- |
| A Folia Chegou                | —                                  | 1938 | marcha |                                  |
| A Infelicidade me Persegue    | —                                  | 1936 | samba  | Sônia Carvalho; Dora Lopes       |
| A Rosa e Vento                | —                                  |      | samba  |                                  |
| A Saudade me Viu              |                                    | 1938 | samba  | Bando da Lua                     |
| A Semana Findou               |                                    | 1950 | samba  |                                  |
| A Vida é Boa                  | Herivelto Martins e Francisco Sena | 1934 | marcha |                                  |
| Abre a Boca e Fecha os Olhos  |                                    | 1933 | samba  | Moreira da Silva                 |
| Acabei a Paciência            |                                    | 1933 | samba  | Jaime Vogeler                    |
| Acorda, São João              |                                    | 1934 | marcha | Carmem Miranda, Moraes Moreira   |
| Adivinhação                   | —                                  | 1936 | marcha | Bando da Lua                     |
| Boneca de pano                | —                                  | 1950 | samba  | Carmen Costa                     |
| Brasil Pandeiro               | —                                  | 1940 | samba  | Bando da Lua                     |
| Cai, Cai, Balão               | —                                  | 1933 | marcha | Francisco Alves e Aurora Miranda |
| Camisa Listrada               | —                                  | 1937 | choro  | Marlene                          |
| E o Mundo Não se Acabou       | —                                  | 1938 | choro  | Marlene                          |
| Este Samba Foi Feito pra Você | Humberto Porto                     | 1935 | samba  |                                  |
| Fez Bobagem                   | —                                  | 1942 | samba  |                                  |
| Good Bye, Boy                 | —                                  | 1933 | marcha | Carmen Miranda                   |
| Tem Francesa no Morro         | —                                  | 1932 | samba  | Araci Cortes                     |
| Uva de Caminhão               | —                                  | 1939 | samba  | Marlene                          |

## Discografia e homenagens
Quatro álbuns póstumos reúnem trabalhos do compositor:
- Assis Valente (1970) - RCA/Abril Cultural 33/10 pol
- Assis Valente (1977) - Abril Cultural 33/10 pol.
- Assis Valente (1989) - FUNARTE LP
- Assis Valente com Dendê - Sons da Bahia (Secretaria da Cultura e Turismo da Bahia - Bahiatursa); Salvador, 1999.

Em 1956, é lançado o álbum "Marlene Apresenta Sucessos de Assis Valente", da cantora Marlene. A Rede Globo, em 1977, dedica-lhe todo um programa da série "Brasil Especial". A mesma emissora, na década de 1980, usa um título de uma composição sua para nominar um programa – "Brasil Pandeiro" – apresentado pela actriz Beth Faria.
- "Brasil Pandeiro - Assis Valente", obra da Ed. Irmãos Vitale (Coleção "Canta um Conto", 2004, ISBN 8574071730) traz um pouco da obra do grande compositor.